# Shelfordina cooki
Shelfordina cooki är en kackerlacksart som beskrevs av Roth, L. M. 1990. Shelfordina cooki ingår i släktet Shelfordina och familjen småkackerlackor. Inga underarter finns listade i Catalogue of Life.